# Marussia B2
Marussia B2 — спортивный автомобиль российской компании Marussia Motors.

## История
Компания Marussia Motors основана в 2007 году Николаем Фоменко. Было заявлено, что компания будет специализироваться на производстве спортивных автомобилей премиум-класса («суперкаров»).
По данным на ноябрь 2010 года Marussia выпускалась в двух версиях: B1 и B2.
Marussia B1 впервые была представлена 16 декабря 2008 года в зале «Нового Манежа» в Москве. Идейный вдохновитель и руководитель проекта — Николай Фоменко считал, что модель может быть конкурентоспособной благодаря «относительно низкой стоимости». Западные обозреватели и специалисты авторынка, опробовав модель, заявленную стоимость машины однако низкой, относительно её качеств, не посчитали.
Облик обеих модификаций спорткупе Marussia разрабатывался в России отечественными дизайнерами. Согласно репортажам различных СМИ, вся начинка автомобиля, начиная от мотора и трансмиссии, и заканчивая углепластиком, из которого изготавливался кузов была импортная. Часто покупались узлы и детали, используемые мировыми автоконцернами в сборке недорогих массовых моделей. Так например электроусилитель руля был взят у французской малолитражки Renault Twingo
10 сентября 2010 года состоялось официальное открытие первого московского шоу-рума Marussia Motors на Тверской 17. Компания объявила о завершении строительства завода в Москве и об официальном начале продаж спорткаров, включая Marussia B2.
7 апреля 2014 года СМИ сообщили о закрытии проекта Marussia Motors и прекращении работы над всеми проектами.

## Характеристики
На Marussia устанавливаются три варианта двигателей V6: атмосферный, объёмом 3,5 л от Nissan 350Z мощностью 300 л. с. (на нескольких первых машинах использовался двигатель от Renault Vel Satis), и два варианта 2,8-литровых турбированных, по 360 и 420 л. с. соответственно, поставляемых фирмой Cosworth (в несколько отличающемся варианте используемых на Opel Insignia). Эти двигатели изготовлены компанией Marussia Motors совместно с компанией Cosworth (Великобритания), которая занимается двигателями для спортивных автомобилей (в том числе и для Формулы 1).
Автомобили оснащаются водительской и пассажирской подушками безопасности, мультимедийной системой с видеокамерами, навигацией и жёстким диском объёмом 320 Гб.
Конструкция представляет собой сварной кокпит (шириной 1400 мм, поэтому так тесно, это для омологации ФИА), с приклёпанными алюминиевыми листами. На нём закреплены быстросъёмные подрамники. Рычаги подвески на ШСках. Кузовные панели изготовлены из карбона с использованием автоклава, на нескольких старых машинах они из стеклопластика. Двигатель на жёстких опорах на подрамнике, сам подрамник на резиновых подушках. Большинство деталей шасси изготовлены из листового материала с последующей гибкой. Почти все детали кокпита и подвесок собственной разработки и изготовления. Покупные только тормозная система, двигатель, АКПП, рулевая колонка, блоки электропроводки, рулевая рейка, ГУР и некоторые небольшие узлы типа замков дверей с доводчиками. Многие покупные детали (рулевая рейка, тормозная система) импортные, введены в конструкцию для облегчения прохождения сертификации в ЕС.

## Стоимость и продажа
Цена автомобилей в России начиналась от 4,6 млн рублей за модель B1 c атмосферным мотором, турбоверсия стоила от 5,3 млн. Marussia B2 дороже: от 5,4 до 6,4 млн рублей в 2014 году. До окончательного банкротства компании в 2014 году было продано от 12 до 14 экземпляров модели Marussia B2.

## В игровой индустрии
Marussia B2 — первая российская машина, когда-либо представленная в серии игр Need for Speed. В частности, в играх: Need for Speed: World, Need for Speed: Most Wanted (2012)и Need for Speed: Rivals. Также она появлялась и в Driveclub. Также появлялась в играх Asphalt 7: Heat и Asphalt 8: Airborne.